# Taiyaki
Taiyaki (鯛焼き (Điêu Thiêu)/ たいやき/ タイヤキ hay được dùng rộng rãi hơn là たい焼き) là một loại bánh nướng truyền thống hình cá tráp biển của Nhật Bản. trực dịch là "bánh nướng cá tráp biển". Nhân của bánh này thường là đậu Azuki, đôi khi có thể là kem trứng custard, sô-cô-la hay phô mai, matcha,... Một số cửa hàng còn bán taiyaki nhân okonomiyaki, gyoza hoặc xúc xích hoặc taiyaki với kem lạnh. 

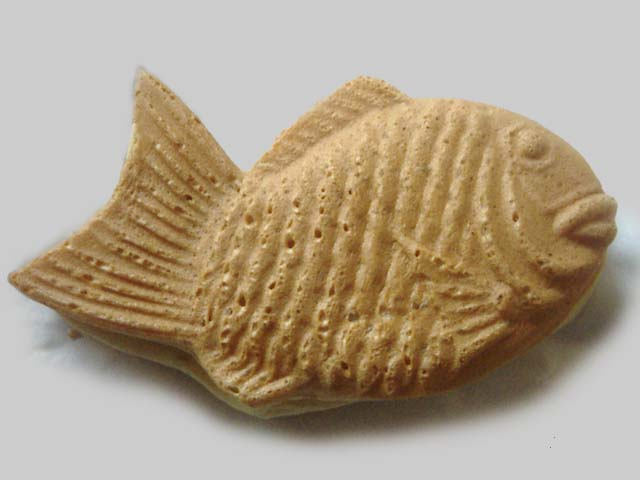
Taiyaki

Taiyaki thường được làm từ bột mì. Bột này được đổ vào hai mặt khuôn có hình con cá tráp. Sau đó, hai mặt khuôn được gắn lại, để lên khay và cho vào lò nướng. Cho đến khi cả hai mặt đã chuyển màu nâu vàng là dùng được.
Taiyaki được nướng lần đầu tại một cửa hàng đồ ngọt tên là Naniwaya ở Azabu, Tokyo vào năm 1909, và ngay này ta có thể mua chúng ở bất cứ đâu trên nước Nhật, đặc biệt là tại khu thực phẩm nấu chín của siêu thị và trong các ngày lễ truyền thống (祭 matsuri).
Loại bánh này tương tự như imagawayaki (今川焼き), một loại bánh nướng hình tròn cũng có nhân là đậu Azuki hay kem trứng.
Tại Hàn Quốc, người ta gọi bánh taiyaki là bungeoppang.